# Musée régional de la Hesse
Le musée régional de la Hesse (Hessisches Landesmuseum en allemand) de Darmstadt est un musée d'art universel, possédant d'importantes collections permanentes et présentant parallèlement des expositions temporaires.

## Historique
Le musée régional de la Hesse trouve son origine, à partir de 1820 dans la collection de l'ancien grand-duc Louis Ier de Hesse, qui donna ses œuvres d'art et sa collection d'histoire naturelle à l'État.

## Collections
Le musée abrite un grand choix de peintures de retables du Moyen Âge, ainsi que des œuvres de Stefan Lochner et Lucas Cranach l'Ancien et un tableau de Pieter Brueghel l'Ancien. La peinture hollandaise, l'artisanat (sculptures sur ivoire) et la peinture allemande du XIXe siècle y sont également représentés.